# Le Parnasse contemporain
Il Parnasse contemporain si compone di tre volumi collettivi di poesie, pubblicate nel 1866, 1871 e 1876 dall'editore Alphonse Lemerre, ai quali contribuirono un centinaio di poeti, in modo particolare: Leconte de Lisle, Théodore de Banville, Heredia, Gautier, Mendès, Baudelaire, Sully Prudhomme, Mallarmé, François Coppée, Charles Cros, Léon Dierx, Louis Ménard, Verlaine, Villiers de L'Isle-Adam e Anatole France.
Il movimento letterario «parnassiano» prende il proprio nome da tale raccolta.
Innovatore al suo debutto (il primo volume contiene le Épaves e le Nouvelles Fleurs du mal di Baudelaire, così come le prime opere di Mallarmé e di Verlaine...), l'antologia inizia Arthur Rimbaud alla poesia dei suoi tempi, ma ributterà non molto tempo dopo i precursori del simbolismo (Cros, Nouveau, ecc.).

## Caratteristiche delle raccolte
|                    | Responsabili delle raccolte                                        | * Numero di dispense (dates 1ª ed ultima dispensa) * data di pubblicazione della raccolta                                         | Numero di poeti | Numero di poesie | Numero di pagine | Tiratura delle raccolte |
| ------------------ | ------------------------------------------------------------------ | --- | --------------- | ---------------- | ---------------- | ----------------------- |
| 1ª raccolta (1866) | Direttori : - Louis-Xavier de Ricard - Catulle Mendès              | - 18 dispense (dal 3.03.1866 al 30.06.1866) - raccolta pubblicata il 27.10.1866                                                   | 37              | 200              | 287              | 500                     |
| 2ª raccolta (1871) | Presidente del Comitato di pubblicazione : - Leconte de Lisle      | - 12 dispense (dal 20.10.1869 al luglio 1871, interruzione durante la guerra del 1870). - raccolta pubblicata nel luglio del 1871 | 56              | 169              | 401              |                         |
| 3ª raccolta (1876) | Giuria : - Théodore de Banville - François Coppée - Anatole France | - nessuna pubblicazione in dispense. - raccolta pubblicata il 16.03.1876                                                          | 63              | 221              | 451              |                         |
|                    |                                                                    | | 99              |                  |                  |                         |

## Lista di 99 poeti
Lo schema precedente indica che 99 poeti hanno contribuito al Parnasse contemporain. Questi poeti sono i seguenti, in ordine alfabetico e con l'indicazione, per ciascuno, del numero delle poesie figuranti nelle tre raccolte (1866, 1871, 1876) :
| - Louise Ackermann (0-0-1) - Jean Aicard (0-5-1) - Armand d' Artois (0-0-2) - Joseph Autran (0-0-1) - Th. de Banville (2-12-24) - Auguste Barbier (0-7-0) - Ch. Baudelaire (16-0-0) - Émile Bergerat (0-0-1) - Guy de Binos (0-0-2) - Augustine-Malvina Blanchecotte (0-1-2) - Émile Blémont (0-0-1) - R. de Bonnières (0-0-4) - Paul Bourget (0-0-4) - Mélanie Bourotte (0-0-1) - Philoxène Boyer (6-0-0) - Jules Breton (0-0-2) - Nina Callias (0-2-0) - Henri Cazalis (8-2-6) - A. de Châtillon (1-0-0) - Léon Cladel (0-1-3) - Louise Colet (0-2-4) - François Coppée (5-1-6) - Charles Coran (4-3-0) - Alexandre Cosnard (0-2-0) - Charles Cros (0-2-0) | - Camille Delthil (0-0-2) - Antoni Deschamps (8-1-0) - Émile Deschamps (8-3-0) - Léon Dierx (7-5-8) - Alcide Dusolier (0-0-2) - Alfred des Essarts (0-2-0) - Emmanuel des Essarts (4-1-2) - F. Fertiault (3-0-0) - Jules Forni (5-0-0) - B. de Fourcaud (0-0-4) - Anatole France (0-2-1) - Théophile Gautier (6-4-0) - Raoul Gineste (0-0-2) - Albert Glatigny (0-4-0) - Léon Grandet (0-2-0) - Ch. Grandmougin (0-0-2) - Édouard Grenier (0-1-1) - Isabelle Guyon (0-0-1) - José-Maria de Heredia (6-1-25) - Ernest d'Hervilly (0-3-7) - Arsène Houssaye (11-0-0) - Auguste Lacaussade (0-0-3) - Georges Lafenestre (0-5-1) - Victor de Laprade (0-1-2) | - Leconte de Lisle (10-1-1) - Eugène Lefébure (6-1-0) - André Lemoyne (4-3-1) - Edmond Lepelletier (2-0-0) - Robert Luzarche (4-2-0) - Stéphane Mallarmé (11-1-0) - Eugène Manuel (0-4-4) - Gabriel Marc (0-4-1) - Paul Marrot (0-0-1) - Alexis Martin (1-0-0) - Louis Ménard (6-7-0) - Catulle Mendès (5-7-1) - Albert Mérat (8-7-4) - Achille Millien (0-0-1) - Marc Monnier (0-0-4) - Paul de Musset (0-0-1) - Myrten (0-0-1) - Mme Auguste Penquer (0-1-0) - Laurent Pichat (0-1-0) - Alexandre Piédagnel (2-0-0) - Amédée Pigeon (0-0-5) - Frédéric Plessis (0-4-12) - Claudius Popelin (0-8-2) - Gustave Pradelle (0-4-0) - Louis Ratisbonne (0-0-2) | - Saint-Cyr de Rayssac (0-0-5) - Armand Renaud (4-1-1) - Henri Rey (0-1-0) - Louis-Xavier de Ricard (10-2-1) - N. Richardot (0-0-1) - Gustave Ringal (0-0-4) - C. Robinot-Bertrand (0-2-0) - Maurice Rollinat (0-0-1) - Sainte-Beuve (0-1-0) - Louis Salles (0-3-1) - Louisa Siefert (0-6-6) - Armand Silvestre (0-3-6) - Joséphin Soulary (0-2-6) - Sully Prudhomme (4-5-1) - Maurice Talmeyr (0-0-1) - Francis Tesson (1-0-0) - André Theuriet (0-2-1) - Auguste Vacquerie (3-0-0) - Antony Valabrègue (0-1-6) - Léon Valade (5-4-4) - Paul Verlaine (8-5-0) - Gabriel Vicaire (0-0-7) - Eugène Villemin (1-0-0) - Villiers de L'Isle-Adam (3-1-0) - Henry Winter (2-0-0). |  |